# Ondřej Slabý
Ondřej Slabý (* 15. června 1981) je český molekulární biolog, genetik, profesor, autor řady publikací z oboru. Je přednostou Biologického ústavu na Lékařské fakultě Masarykovy univerzity v Brně. Působí jako vedoucí výzkumné skupiny ve Středoevropském technologickém institutu CEITEC na Masarykově univerzitě a vede Centrum precizní medicíny a diagnostickou Laboratoř molekulární patologie na Ústavu patologie ve Fakultní nemocnici Brno. Je předsedou Agentury pro zdravotnický výzkum České republiky, po své předchozí roli předsedy hodnotícího panelu Nádorové choroby a člena předsednictva. Kromě vědecké činnosti se zabývá také poezií a výtvarnou fotografií.

## Vědecká činnost
Profesor Slabý se dlouhodobě zabývá lékařskou genomikou a zkoumáním nekódujících RNA v patogenezi nemocí, se zaměřením na jejich potenciální využití v diagnostice a moderní terapii nádorových onemocnění a vzácných chorob. Vynalezl či spoluvynalezl řadu diagnostických metod určených pro klinickou medicínu a onkologii. Publikoval více než 200 odborných publikací v časopisech s impakt faktorem, přičemž u více než poloviny byl prvním nebo korespondujícím autorem. Tyto práce byly více než 9000x citovány a jeho h-index (dle Web of Science) je 50. Vydal také řadu učebnic a odborných monografií, například MikroRNA v onkologii, Molekulární medicína, Lékařská biologie I – buněčná a molekulární biologie, Lékařská biologie II – Genetika a molekulární medicína, Non-coding RNAs in Colorectal Cancer a další.
Ondřej Slabý má atestaci v oboru Klinická genetika a patří mezi průkopníky konceptu precizní onkologie a precizní medicíny obecně. Spoluzakládal molekulární tumor board ve Fakultní nemocnici Brno a na Masarykově onkologickém ústavu. Jeho tým byl prvním v České republice, který prováděl komplexní genomové profilování nádorů za účelem plánování terapie v onkologii. Kromě toho se aktivně podílí na edukačních a popularizačních projektech v této oblasti (např. komiks, technologie genomového sekvenování apod.). Je členem Americké asociace pro výzkum rakoviny (AACR), Royal Society of Biology (fellow, titul FRSB za jménem), České onkologické společnosti, Společnosti českých patologů, Společnosti lékařské genetiky a genomiky a dalších odborných organizací. Spoluzakládal také Českou neuro-onkologickou společnost. V letech 2018 až 2024 zastával pozici předsedy Česko-slovenské biologické společnosti.
Byl místopředsedou hodnotícího panelu pro Nádorovou biologii, experimentální onkologii, morfologické obory a patologii Grantové agentury České republiky. Působil je místopředsedou hodnotícího panelu Metodiky 17+ pro oblast zdraví jako poradního orgánu Rady vlády pro výzkum, vývoj a inovace (2020-2024). V letech 2021 a 2022 vykonával funkci vládního zmocněnce pro vědu a výzkum ve zdravotnictví, a nyní působí jako poradce ministra zdravotnictví v oblasti vědy a výzkumu. Zároveň je místopředsedou vědecké rady ministra zdravotnictví, členem vědecké rady Lékařské fakulty Masarykovy univerzity a Masarykova onkologického ústavu. Kromě toho zastává pozici předsedy oborové rady doktorského programu Biomedicínské vědy na Lékařské fakultě MU a je členem několika oborových rad a komisí na Masarykově univerzitě, Univerzitě Karlově a Univerzitě Palackého. V letech 2018 až 2024 působil jako vědecký tajemník Masarykova onkologického ústavu v Brně. Je také jedním ze zakladatelů a bývalým vědeckým ředitelem Národního ústavu pro výzkum rakoviny (ve funkci 2022-2024).

## Umělecká činnost
Mimo svou vědeckou činnost se věnuje i tvůrčím aktivitám. Vydal dvě básnické sbírky: Nenasytné sítě (Petrov, 2004) a Holobyt (Weles, 2009), které také doprovází vlastními ilustracemi. Básnická tvorba byla publikována v časopisech jako Weles, Psí víno, Tvar a příležitostných almanaších a sbornících. Je zastoupen v Antologii české poezie 20. století - Ryby katedrál (Petrov, 2001). Česká televize zařadila Ondřeje Slabého do seriálu Česko jedna báseň. Bývá řazen k brněnské královopolské básnické družině kolem Víta Slívy a jeho tvorbu charakterizuje uvolněná a sugestivní imaginace, vůle k lyrickému i radikálnímu experimentu, a komické prvky ironie a absurdity. V letech 2008 až 2010 byl šéfredaktorem literární revue Weles.
Věnuje se také výtvarné fotografii. Fotografie byly vystaveny na několika samostatných a kolektivních výstavách (Praha, Brno, Ostrava) a publikovány jako ilustrace převážně ve sbírkách poezie (Víta Slívy, Norberta Holuba, Jiřího Staňka aj.). Jako fotograf spolupracoval s časopisy Host, Neon nebo Salon Práva; mimo jiné zpracoval reportáže ze setkání českých a moravských básníků na hradě Bítově či řady autorských čtení českých básníků.
Je ženatý a má tři děti.

#### Učebnice a odborné monografie
- MikroRNA v onkologii (Galén, 2012)
- Molekulární genetika v onkologii (Mladá fronta, 2014)
- Molekulární medicína (Galén, 2015)
- Non-coding RNAs in Colorectal Cancer (Springer, 2016)
- Lékařská biologie I – Buněčná a molekulární biologie (MU Brno, 2022)
- Lékařská biologie II – Genetika a molekulární medicína (MU Brno, 2023)

#### Básnické sbírky
- Nenasytné sítě (Petrov, 2004)
- Holobyt (Weles, 2009)[18]